# 五十崎凧博物館
五十崎凧博物館（いかざきたこはくぶつかん）は、愛媛県喜多郡内子町にある内子町立の凧の博物館である。

## 概要
- 当時の喜多郡五十崎町に1989年5月に「五十崎町立凧博物館」として開館[2]。日本初の公営凧博物館だった[3]。
- 日本だけでなく、アジアや欧米諸国の内外の凧を常時400点ほど展示し、約3,000点の凧を収蔵している[4]。
- 凧あげ・凧作り教室・ミニ凧作りの体験コース、起源・科学の展示がある。
- 五十崎町が生んだ画家上岡美平（1910年〜1937年）の展示コーナーがある[5]。

## アクセス
- 伊予鉄バス 五十崎口バス停 から徒歩。
- 内子駅から内子町営バス ふるさとステーションバス停 から徒歩。